# Depok
Depok este un oraș din Indonezia.